# Michal Ordoš
Michal Ordoš (ur. 27 stycznia 1983 w Znojmie) – czeski piłkarz grający na pozycji napastnika. Jest wychowankiem klubu 1. FC Slovácko, od 2018 reprezentuje barwy 1. SC Znojmo.
W reprezentacji Czech zadebiutował w 2012 roku. Rozegrał w niej dwa mecze.